# Ford Super Duty
Ford F-Series Super Duty (сокращенно «Ford Super Duty») — семейство грузовых пикапов (более 8500 фунтов (3900 кг) GVWR), разработанное в 1998 году для 1999 модельного года.
Модели от F-250 до F-550 Super Duty собираются на заводе грузовиков Кентукки в Луисвилле, штат Кентукки. F-650 и F-750 Super Duty собирались в Мексике.
На основе Super Duty разработан полноразмерный SUV Ford Excursion.
Автомобили комплектуются шести, восьми или десятицилиндровыми бензиновыми или дизельными двигателями объёмом от 3,9 до 7,3 л, мощностью до 446 л.с.

## Первое поколение (P221)

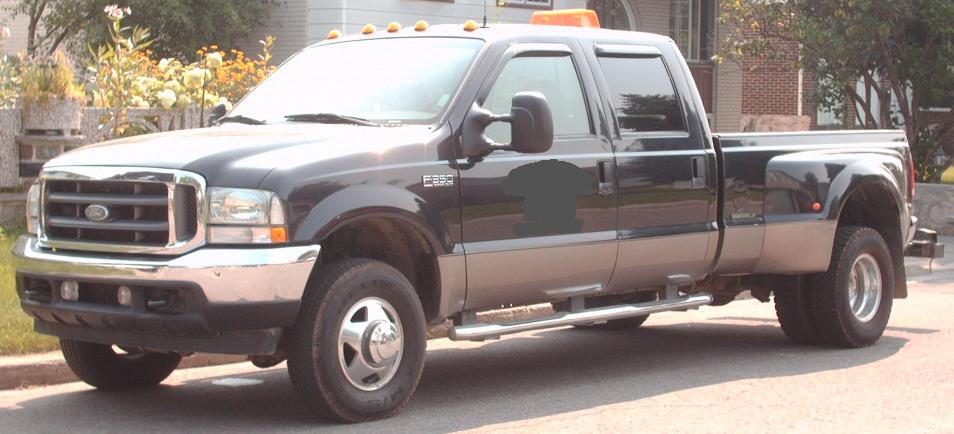
Ford Super Duty 1 (1998—2004)

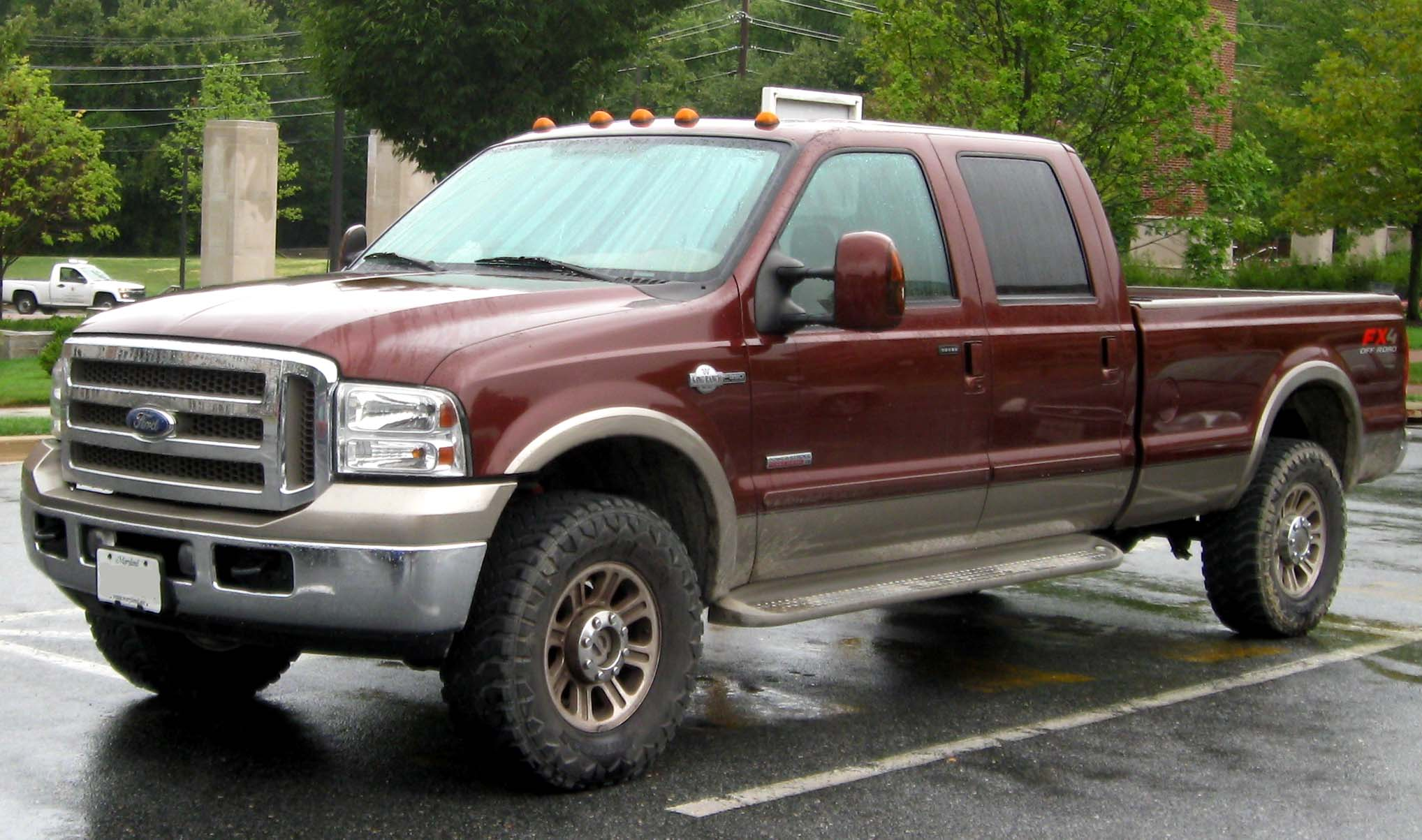
Ford Super Duty 1 (2005—2007)

В 1998 году дебютировал Ford Super Duty первого поколения. В этом поколении самые мощные из доступных агрегатов были бензиновый V10 6.8 Triton (до 367 л.с. и 620 Нм, в зависимости от года выпуска) и дизельный V8 7.3 PowerStroke (до 279 л. с. и 712 Нм).
В 2005 году модель обновили, изменив внешний вид и оснащение.

## Второе поколение (P356)

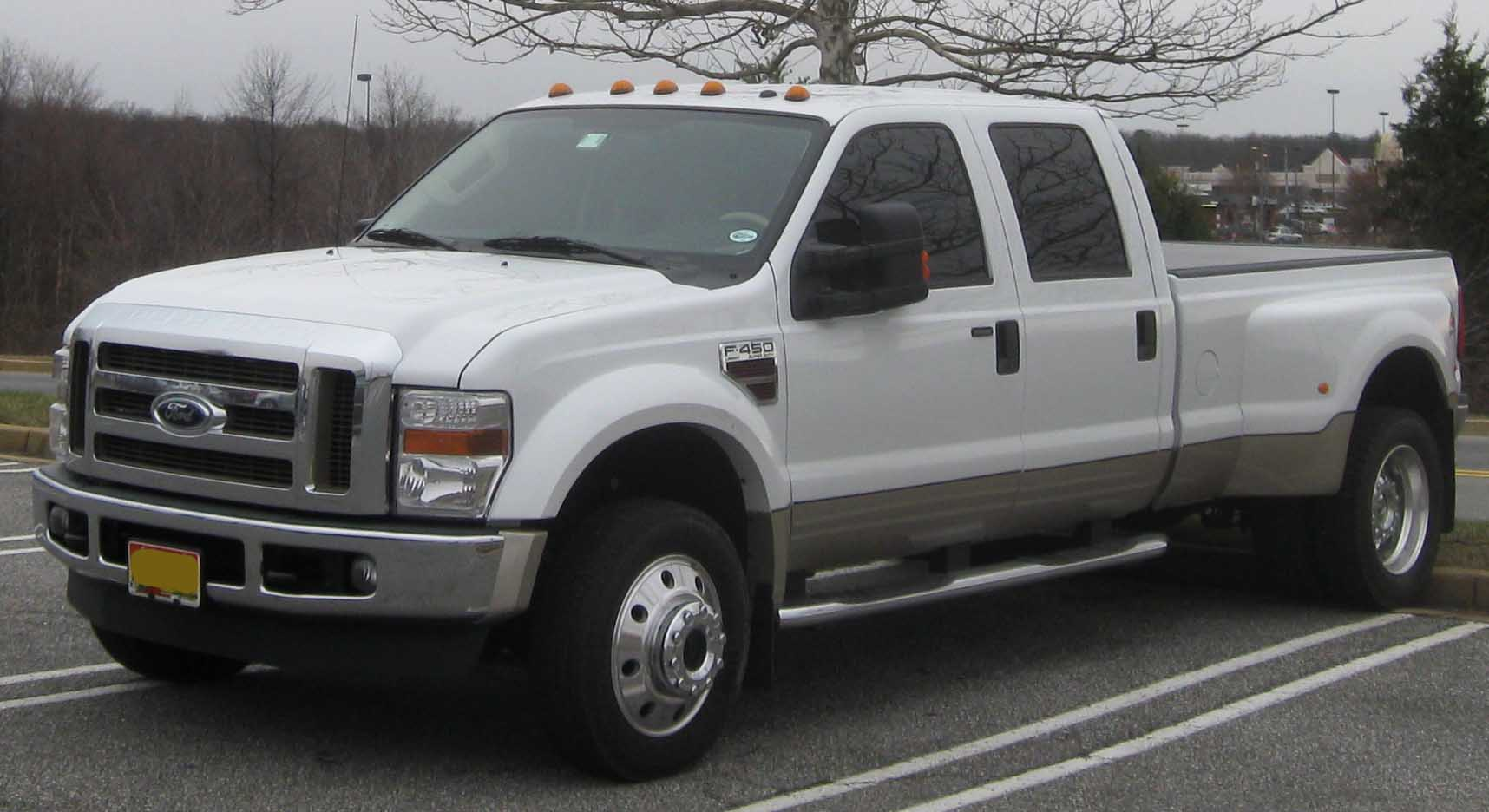
Ford Super Duty 2 (2008—2010)

В конце 2006 года дебютировал Ford Super Duty второго поколения. В этом поколении самыми мощными были бензиновый V10 6.8 Triton (до 367 л. с. и 620 Нм) и дизельный V8 6.4 PowerStroke (до 355 л. с. и 881 Нм).

### Двигатели
Бензиновые:
- 5.4 л Triton V8
- 6.8 л Triton V10

Дизельный:
- 6.4 л Power Stroke V8

## Третье поколение (P473)

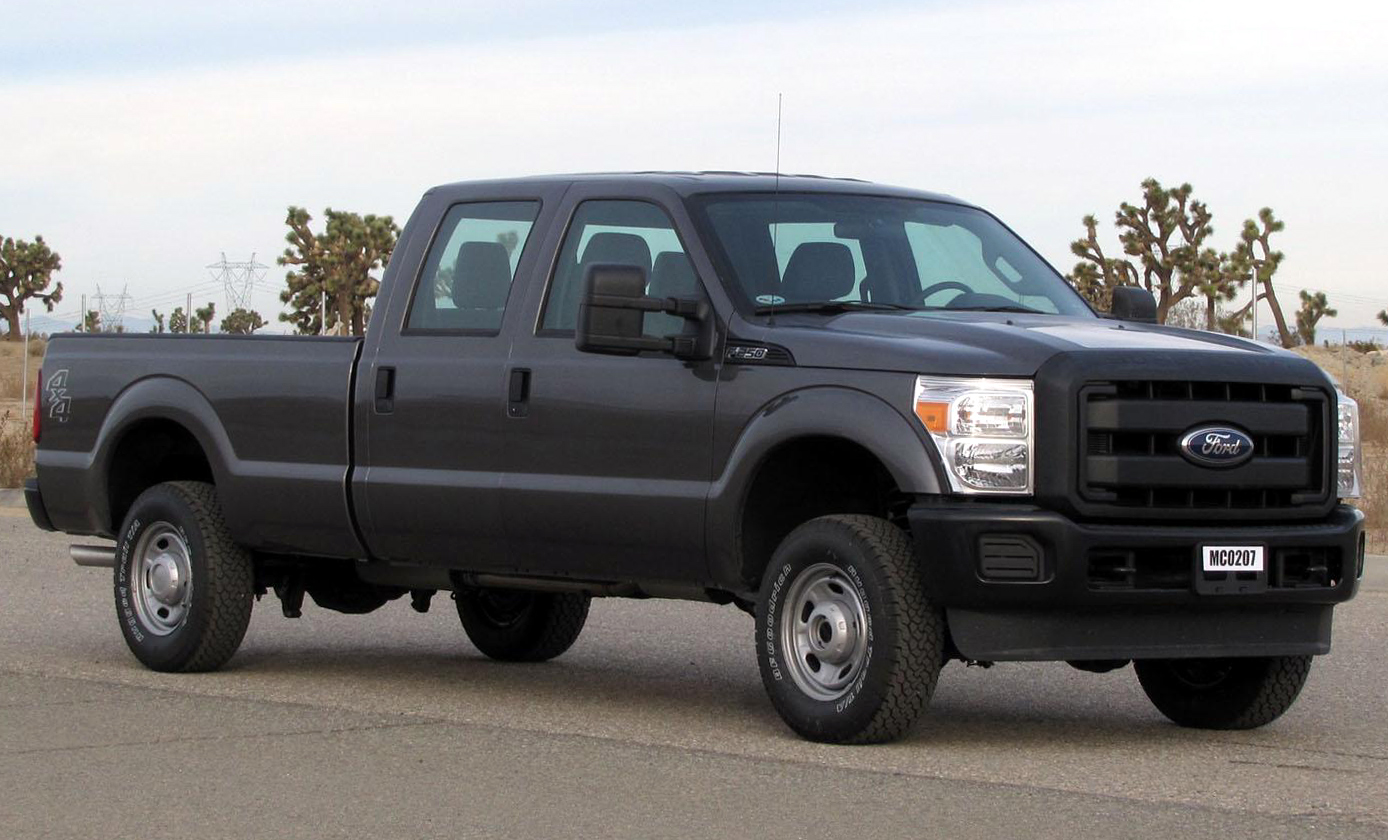
Ford Super Duty 3 (2011—2016)

В третьей генерации Super Duty PowerStroke дизель получил объём 6,7 л и несколько раз менял отдачу (вплоть до 446 лошадиных сил и 1166 Нм). Базовым же бензиновым мотором в серии считался V8 6.2 Boss (390 л. с., 549 Нм).
Фактически это была большая переделка второго поколения, которая задела внешность, салон и технику. Появились различные новации, например, блокировка заднего дифференциала.

### Двигатели
Бензиновые:
- 6.2 л Boss SOHC V8
- 6.8 л Triton V10 (только F450/F550 C&C)

Дизельный:
- 6.7 л Power Stroke Turbodiesel V8

## Четвертое поколение (P558)

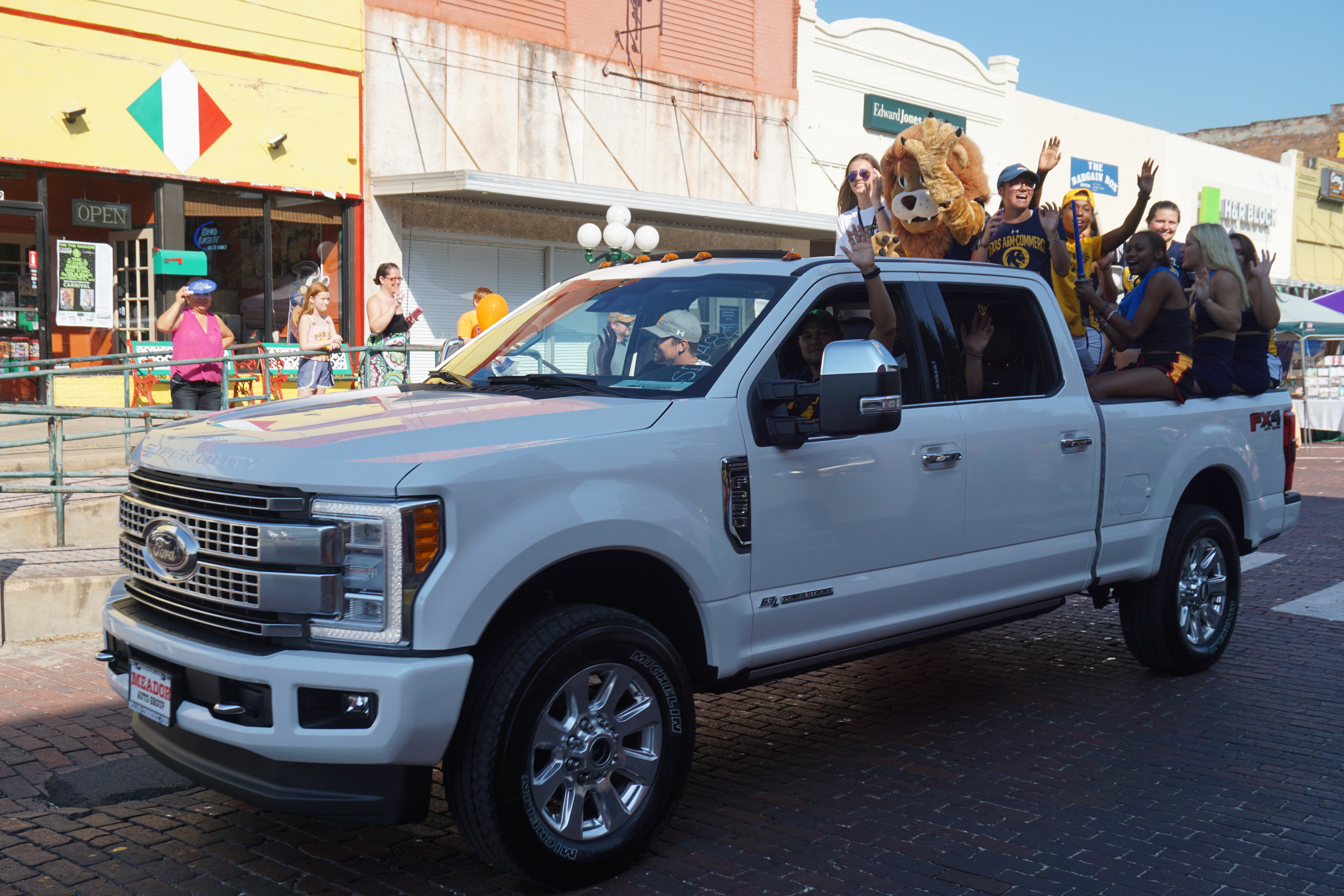
Ford Super Duty 4 (2016—2019)

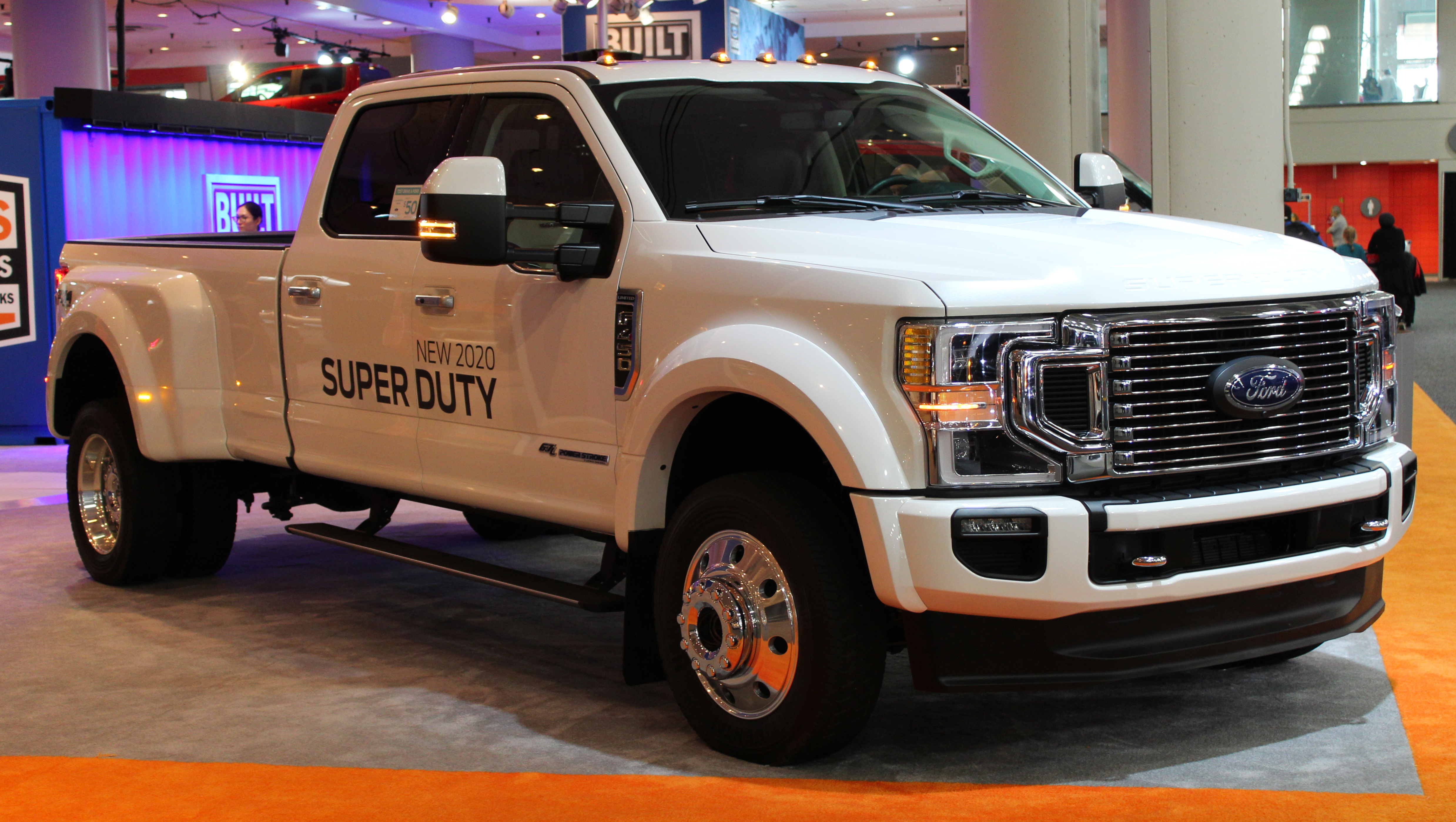
Ford F-450 (2019)

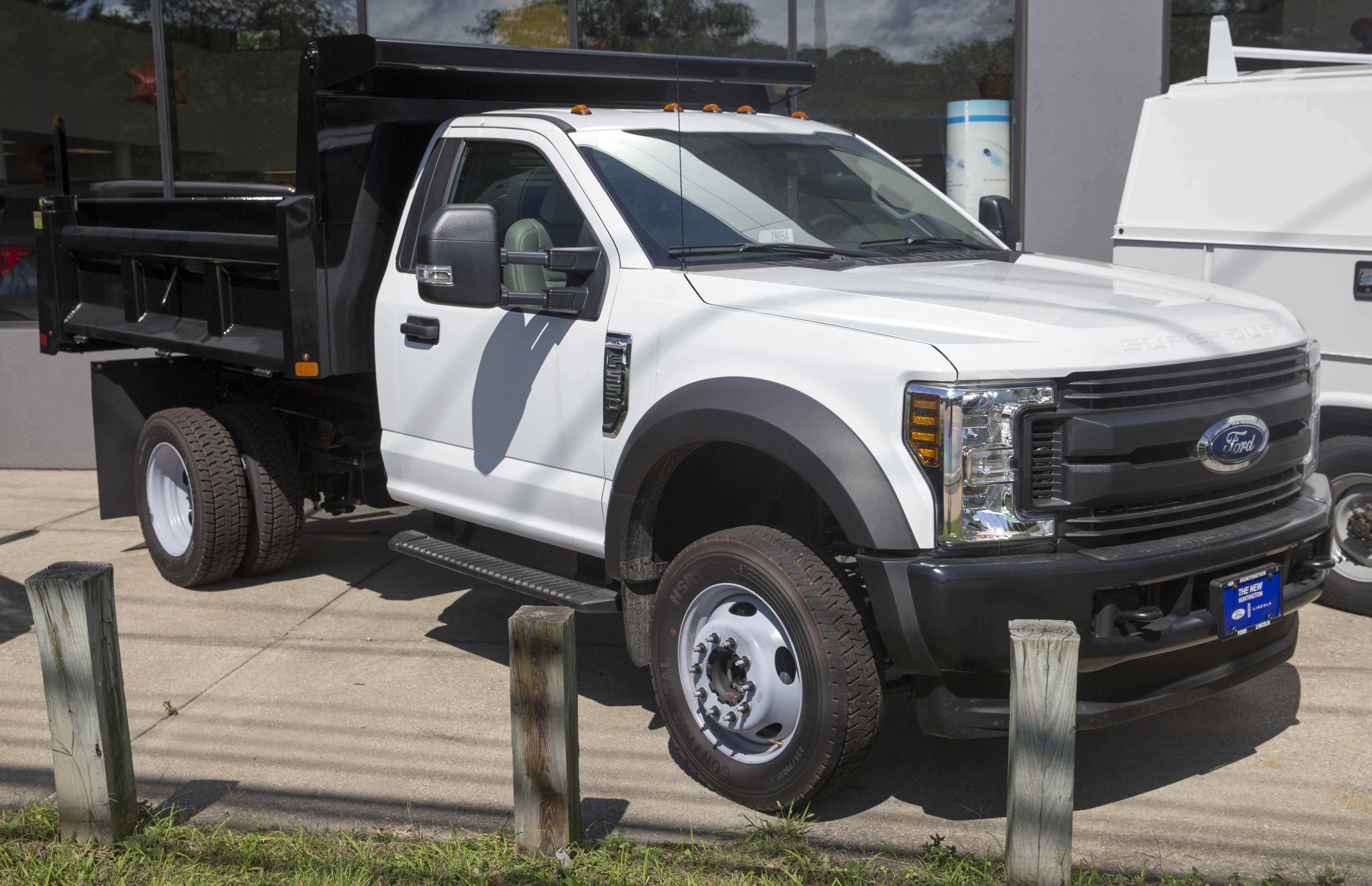
Ford F-550 Super Duty

В сентябре 2015 года представили четвёртый Super Duty. Новая рама более чем на 95% выполнена из высокопрочной стали, что повысило её жёсткость в 24 раза. Выбор моторов: бензиновый V8 6.2 л, а также турбодизель V8 и 6.7 литра.

### Ford F-350
Ford F-350 Super Duty является «братом» одного из самых продаваемых автомобилей в Америке — Ford F-150. Пикапы серии Super Duty типа F-250, F-350 и F-450 сконструированы специально для транспортировки и буксировки важных предметов.
Передняя часть автомобиля выделяется массивной решеткой радиатора и ксеноновыми ходовыми фарами. Хромированная крышка капота немного изогнутая. Задняя дверь машины украшена тиснением «SUPER DUTY». Но, пожалуй, самым главным изменением в конструкции считается более жесткая гидроформированная рама. Форд комплектуется 16-дюймовыми дисками. Габариты автомобиля равны: длина — 5873 мм, ширина 2030 мм, высота — 1963 мм, колесная база — 3602 мм.
Super Duty 2016 года доступен с двумя видами двигателей на выбор: 6,2-литровый 8-цилиндровый бензиновый и 6,7-литровый 8-цилиндровый турбодизель Power Stroke.
Бензиновый двигатель имеет мощность 385 лошадиных сил, а турбодизель — 440 л. с., правда, двигатели работают в паре с 6-ступенчатой автоматической коробкой передач. Автомобиль может оснащаться приводом на два колеса или же полным приводом.
Бензиновые
- 6.2 л Boss SOHC V8 385 л. с., 583 Нм
- 6.8 л Triton V10 (только F450 / F550) 288 л. с., 575 Нм
- 7.3 л OHV V8 436 л. с. 644 Нм (с 2019)

Дизельные
- 6.7 л Power Stroke V8 446 л. с., 1254 Нм (2016—2017)
- 6.7 л Power Stroke V8 456 л. с., 1268 Нм (2017—2019)
- 6.7 л Power Stroke V8 481,5 л. с., 1424 Нм (с 2019)